# Бернабеи, Эрколе
Эрколе Бернабеи (итал. Ercole Bernabei; ок. 1622, Капрарола, Лацио — 4 или 5 декабря 1687, Мюнхен) — итальянский композитор эпохи барокко, капельмейстер, дирижёр, органист.
Ученик Орацио Беневоли. С 1653 по 1665 год был органистом в римской церкви Сан-Луиджи-деи-Франчези. В 1662—1667 годах служил капельмейстером в Латеранской базилике, а затем до 1672 года занимал ту же должность в церкви Сан-Луиджи-деи-Франчези. Одновременно активно работал в нескольких разных церквях Рима, в том числе с 1665 года был органистом в церкви Сан-Марчелло-аль-Корсо.
После смерти Орацио Беневоли в 1672 году, благодаря содействию королевы Швеции Кристина, он занял пост капельмейстера в Ватиканской капелле Джулия собора Святого Петра.
В 1674 году его ученик Агостино Стеффани отправился в Баварию, после чего по приглашению курфюрста Баварии Фердинанда Марии и сам Э. Бернабеи переехал в Мюнхен, где занял место Иоганна Каспара Керля и до самой смерти служил в качестве капельмейстера придворного оркестра.
Писал мессы, мотеты, мадригалы, 4-16-ти голосовые оффертории.
В рукописях сохранились кантаты и несколько религиозных произведений.
Он также автор пяти опер для мюнхенской сцены, из которых сохранились только два либретто.
Эрколе Бернабеи умер в Мюнхене 5 декабря 1687 года.